# Règle de l'azote
La règle de l'azote est une règle généralement utilisée en spectrométrie de masse.
Elle peut s'exprimer ainsi :
Toute molécule organique de masse moléculaire impaire contient un nombre impair d'atomes d'azote.
Une formulation équivalente est :
La parité de la masse mesurée est fonction de la parité du nombre d’atomes d’azote que possède une molécule.
Ainsi une molécule organique sans atome d'azote aura une masse monoisotopique paire (ex : C6H12O6, glucose, M = 180), une molécule organique avec un atome d'azote aura une masse impaire, une molécule organique avec deux atomes d'azote aura une masse paire, etc. 
Cette règle trouve sa source dans le fait que, à part l'azote, la plupart des éléments présents dans les molécules présentent une valence et une masse mono-isotopique de même parité: ainsi le carbone 12 a une valence de 4, l'hydrogène 1 a une valence de 1, l'oxygène 16 une valence de 2, le phosphore 31 a une valence 3 ou 5. En revanche, l'azote 14 a une valence 3. 
Cette règle permet, si le pic moléculaire d'un spectre de masse est impair, de confirmer que la molécule contient 1, 3, 5... atomes d'azote.
La règle est aussi valable pour les ions à nombre impair d'électrons (ions radicaux). En revanche, pour les ions à nombre pair d'électrons (ions MH+ formés en ionisation chimique dans un spectromètre de masse par exemple), elle s'écrit comme suit:
La parité de la masse mesurée est l'inverse de la parité du nombre d'atomes d'azote que possède un ion à nombre pair d'électrons.